# Troy Ruttman
Troy Lynn Ruttman (Moreland, Oklahoma 11. ožujka 1930. – Lake Havasu City, Arizona, 19. svibnja 1997.) bio je američki vozač automobilističkih utrka.
U dobi od 15. godina, Ruttman je 1945. prvi put pobijedio na utrci u San Bernardinu u Kaliforniji, u bolidu dizajniranom od strane vlastite obitelji. Te godine pobjeđuje na 19 od 21 utrke na kojima je nastupao. Godine 1947. postao je prvak u California Roadster Association prvenstvu. Sljedeće godine ponovio je uspjeh iz 1947.
Godine 1949. Ruttman započinje svoju karijeru u AAA Champ Car prvenstvu (danas IndyCar). Usporedno s time nastupa i u AAA Sprint Car prvenstvu, u kojem osvaja tri naslova svjetskog prvaka u sljedeće tri sezone. U kolovozu 1952. doživljava nesreću na AAA Sprint utrci, te izbiva s automobilističkih natjecanja sljedećih godinu i pol dana.
Na utrci 500 milja Indianapolisa nastupio je 12 puta, a 1952. je i pobijedio. Toga dana imao je 22 godine i 80 dana, te je i do danas ostao najmlađi vozač koji je ikad pobijedio na Indianapolisu 500. Osim toga, Ruttman je tom pobjedom držao i rekord kao najmlađi vozač koji je pobijedio na jednoj utrci Formule 1. Taj rekord srušio je, tek 51 godinu kasnije, Fernando Alonso na Velikoj nagradi Mađarske na Hungaroringu, 2003. Ruttman je u Formuli 1 upisao 8 nastupa, od kojih 7 na Indianapolisu. Onaj jedan nastup upisao je na Velikoj nagradi Francuske na Reimsu, 1958. čime je postao prvi Indy 500 pobjednik koji je nastupio u jednoj utrci Formule 1, a da to nije bila utrka na Indianapolisu.
Rutmann je 1956. osvojio i naslov prvaka u USAC Short Track Stock Car prvenstvu. Od 1962. do 1964. nastupao je u NASCAR prvenstvu, gdje je odvozio 7 utrka, a najbolji rezultat mu je bilo 3. mjesto (iza A.J. Foyta i Dana Gurneya) na Riverside International Raceway utrci 1963. 
Njegov mlađi brat, Joe Ruttman, bivši je vozač NASCAR utrka. Troy je dobitnik mnogih nagrada za svoje djelo. Između ostalog, u Indianapolis 500 Hall of Fame primljen je 1992.,a u National Sprint Car Hall of Fame primljen je godinu kasnije. 
Preminuo je 1997. od raka pluća, u dobi od 67. godina. Poslije smrti primljen je i u Motorsports Hall of Fame of America 2005. godine.

## Indianapolis 500
| Sezona | Šasija              | Motor | Start | Rezultat   |
| ------ | ------------------- | ----- | ----- | ---------- |
| 1949.  | Wetteroth           | Offy  | 18.   | 12. mjesto |
| 1950.  | Lesovsky            | Offy  | 24.   | 15. mjesto |
| 1951.  | Kurtis Kraft KK3000 | Offy  | 6.    | odustao    |
| 1952.  | Kuzma               | Offy  | 7.    | 1. mjesto  |
| 1954.  | Kurtis Kraft KK500A | Offy  | 11.   | 4. mjesto  |
| 1956.  | Kurtis              | Offy  | 11.   | odustao    |
| 1957.  | Watson              | Offy  | 3.    | odustao    |
| 1960.  | Watson              | Offy  | 6.    | odustao    |
| 1961.  | Watson              | Offy  | 22.   | odustao    |
| 1962.  | Kuzma               | Offy  | 30.   | odustao    |
| 1963.  | Kuzma               | Offy  | 33.   | 12. mjesto |
| 1964.  | Watson              | Offy  | 18.   | odustao    |

## Vanjske poveznice
- http://racing-reference.info/driver/Troy_Ruttman
- http://www.racingsportscars.com/driver/results/Troy-Ruttman-USA.html
- http://www.champcarstats.com/drivers/RuttmanTroy.htm